# L

L의 필기체

L, l(el 엘[*] [ɛl])은 로마 문자의 12번째 글자이다.

## 역사
L은 양치기의 지팡이를 뜻하는 그림 문자에서 비롯되었다.
| S39 |

| S39 |

## 발음
- 거의 대부분의 언어에서 치경 설측 접근음(/l/)을 나타내는데 쓰인다. 다만 와유어와 아미어(후치경음)에서는 치경 설측 탄음(/ɺ/)을 나타내는데 쓰인다.
- 튀르키예어에서는 l이  /a, ı, o, u/ 앞에 오면 치경 연구개 설측 접근음(/ɫ/)으로 소리가 난다.

## 컴퓨터 부호
| 미리 보기      | L                      | L                      | l                    | l                    |
| -------------- | ---------------------- | ---------------------- | -------------------- | -------------------- |
| 유니코드 이름  | LATIN CAPITAL LETTER L | LATIN CAPITAL LETTER L | LATIN SMALL LETTER L | LATIN SMALL LETTER L |
| 인코딩         | 10진                   | 16진                   | 10진                 | 16진                 |
| 유니코드       | 76                     | U+004C                 | 108                  | U+006C               |
| UTF-8          | 76                     | 4C                     | 108                  | 6C                   |
| 수치 문자 참조 | &#76;                  | &#x4C;                 | &#108;               | &#x6C;               |
| EBCDIC 계열    | 211                    | D3                     | 147                  | 93                   |
| ASCII          | 76                     | 4C                     | 108                  | 6C                   |

## 쓰임
- l은 국제음성기호에서 치경 설측 접근음을 나타낸다.